# Resolutie 2273 Veiligheidsraad Verenigde Naties
Resolutie 2273 van de Veiligheidsraad van de Verenigde Naties werd op 15 maart 2016 unaniem aangenomen door de VN-Veiligheidsraad en verlengde de VN-hulpmissie in Libië met drie maanden.

## Achtergrond
Op 15 februari 2011 braken in Libië – in navolging van andere Arabische landen – protesten uit tegen het autocratische regime van kolonel Moammar al-Qadhafi. Deze draaiden uit op een burgeroorlog tussen het regime en gewapende rebellengroepen, die zich gesteund wisten door het merendeel van de internationale gemeenschap, en die, met behulp van NAVO-bombardementen, de bovenhand haalden en een nieuwe regering opzetten. Vervolgens brak echter geweld uit tussen het nieuwe regeringsleger, verscheidene al dan niet door de overheid gesteunde milities, groepen die Qadhafi bleven steunen en islamitische groeperingen. Toen de islamitische partijen de verkiezingen verloren maar weigerden de macht af te staan ontstond een tweede regering.

## Inhoud
De VN erkende de regering van nationaal akkoord als de enige wettige regering van Libië. De vorming van deze tijdelijke regering was overeengekomen in het politiek akkoord dat op 17 december 2015 was gesloten in het Marokkaanse Skhirate. Deze regering moest allereerst tijdelijke veiligheidsmaatregelen nemen teneinde het land te stabiliseren.
Een korte verlenging van de UNSMIL-missie drong zich op om de huidige presidentiële raad te steunen met het uitvoeren van het akkoord en het opzetten van de nieuwe regering. Het mandaat van de missie werd aldus verlengd tot 15 juni 2016.

## Verwante resoluties
- Resolutie 2095 Veiligheidsraad Verenigde Naties (2013)
- Resolutie 2144 Veiligheidsraad Verenigde Naties (2014)

Lijst ·  2260 ·  2261 ·  2262 ·  2263 ·  2264 ·  2265 ·  2266 ·  2267 ·  2268 ·  2269 ·  2270 ·  2271 ·  2272 ·  2273 ·  2274 ·  2275 ·  2276 ·  2277 ·  2278 ·  2279 ·  2280 ·  2281 ·  2282 ·  2283 ·  2284 ·  2285 ·  2286 ·  2287 ·  2288 ·  2289 ·  2290 ·  2291 ·  2292 ·  2293 ·  2294 ·  2295 ·  2296 ·  2297 ·  2298 ·  2299 ·  2300 ·  2301 ·  2302 ·  2303 ·  2304 ·  2305 ·  2306 ·  2307 ·  2308 ·  2309 ·  2310 ·  2311 ·  2312 ·  2313 ·  2314 ·  2315 ·  2316 ·  2317 ·  2318 ·  2319 ·  2320 ·  2321 ·  2322 ·  2323 ·  2324 ·  2325 ·  2326 ·  2327 ·  2328 ·  2329 ·  2330 ·  2331 ·  2332 ·  2333 ·  2334 ·  2335 ·  2336